# Scarlett Robert
Scarlett Robert, surnommé Old Scarlett, (vers 1499 - 2 juillet  1594), est un moine de l'abbaye de Peterborough, ville du centre de l'Angleterre.

## Biographie
Scarlett Robert est encore un personnage connu de la cathédrale de Peterborough, notamment pour avoir enterré la reine d'Angleterre Catherine d'Aragon le 28 janvier 1536 dans la partie nord du chœur et la reine d'Écosse Marie Stuart en 1587 dans la partie sud.
Il est inhumé près du portail ouest.
Dans le hall du transept ouest, on peut trouver une représentation de Old Scarlett : on le voit portant un trousseau de clefs et une pelle, avec derrière lui une pioche et un crâne, et, dans le coin supérieur gauche, les armoiries de la cathédrale. Sous cette représentation, un texte indique qu'il est mort à l'âge de 98 ans, alors que dans les manuscrits il est noté qu'il est mort à 95 ans. Le texte dit aussi que c'était une personne dévouée pour les autres et qu'il mérite la vie éternelle.